# 開始倒數
〈開始倒數〉（英語：Last 7 Days）是香港歌手馮允謙的單曲，於2020年4月27日由寰亞音樂作數位發行，其後收錄於他的第七張個人專輯《Awaken》。歌曲以世界末日作為主題，思考在生命倒數時如何珍惜剩下的時間。歌曲推出後獲得熱烈回響，成為903專業推介、中文歌曲龍虎榜、新城勁爆流行榜與Chill Club 推介四台冠軍歌。

## 歌曲列表
| 線上下載 串流媒體 | 線上下載 串流媒體 | 線上下載 串流媒體 |
| 曲序              | 曲目              | 时长              |
| ----------------- | ----------------- | ----------------- |
| 1.                | 開始倒數          | 3:00              |

## 製作團隊
資料來自〈開始倒數〉音樂錄影帶於YouTube的說明文字。
- 作曲：馮允謙 / T-Ma
- 填詞：檸 / 馮允謙
- 編曲：T-Ma / 馮允謙
- 監製：T-Ma

## 榜單
| 週榜單（2020年）        | 最高 名次 |
| ----------------------- | --------- |
| 香港（903專業推介）     | 1         |
| 香港（中文歌曲龍虎榜）  | 1         |
| 香港（新城勁爆流行榜）  | 1         |
| 香港（Chill Club 推介） | 1         |

## 資料來源
1. ↑  . 蘋果日報. 2020-04-29  [2021-05-05]. （原始内容存档于2021-05-05）.
2. ↑  . Jay Fung 馮允謙於YouTube. 2020-04-27  [2021-05-05]. （原始内容存档于2021-05-06）.
3. 1 2  . 檸音樂. 2020-06-06  [2021-05-05]. （原始内容存档于2021-05-05）.
4. ↑  . 檸音樂. 2020-05-30  [2021-05-05]. （原始内容存档于2021-05-06）.
5. ↑  . ViuTV於Facebook. 2020-07-06  [2021-05-05]. （原始内容存档于2021-05-05）.